# Maria Zennström

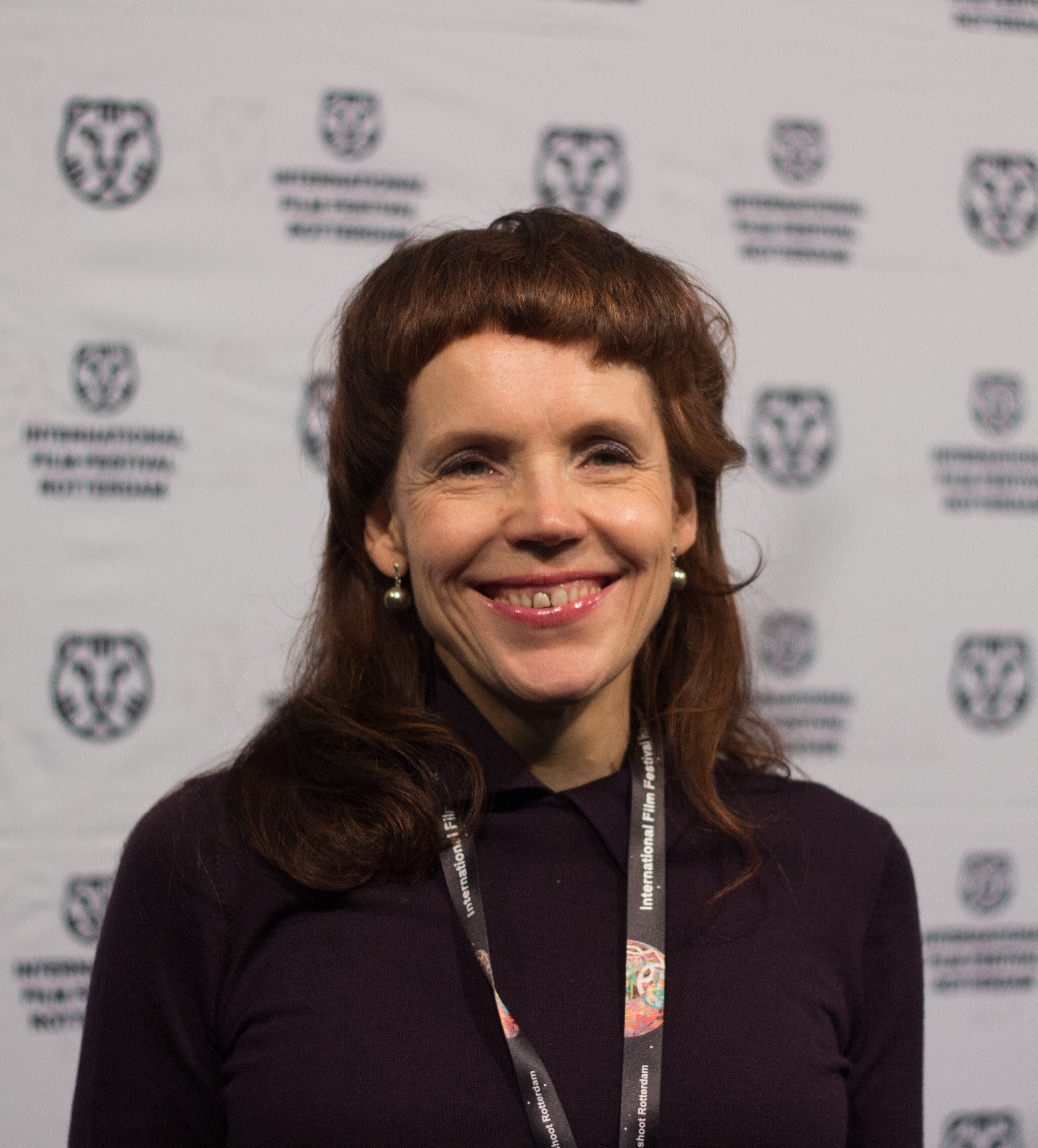
Maria Zennström auf dem International Film Festival Rotterdam 2017

Maria Zennström (* 1962 in Stockholm) ist eine schwedische Schriftstellerin, Kritikerin, Regisseurin  und Drehbuchautorin.

## Leben
Zennström wuchs in Stockholm als Tochter eines schwedischen Vaters und einer russischen Mutter auf. In den 1980er Jahren lebte sie für fast zehn Jahre im sowjetischen Leningrad. Nach einer Ausbildung an der Filmhochschule in Moskau beschäftigte sie sich mit Spielfilmen. Mit ihrem Erstlingswerk Katarinas sovjetiska upplevelser (deutsch: Katarinas sowjetische Erlebnisse) rückte Zennström 2001 ins Zentrum der Öffentlichkeit.
Zurzeit lebt sie in Stockholm und arbeitet als Autorin, Kritikerin und Schreibkursdozentin. Seit 2009 ist sie Redaktionsmitglied der Zeitschrift Kritiker. Sie schrieb aber nicht nur Prosa, sondern auch ein Radiodrama. 2011 wurde der Kurzfilm Leningrads sista dagar (deutsch: Leningrads letzte Tage) veröffentlicht, in dem sie nicht nur Regie führte, sondern auch als Produzentin und Drehbuchautorin agierte.
Ihr Schreib- und Sprachstil wurde von ihrer Ausbildung zur Filmregisseurin und ihrem Aufenthalt in Russland geprägt. Daneben erwächst ihre Inspiration aus Treffen und Gesprächen mit verschiedensten Menschen. Orientierung findet und fand sie in Lars Ahlins und Rainer Maria Rilkes ernsthafter, schwerer und leichter Sprache sowie in Fjodor Michailowitsch Dostojewskis Humor. Ebenso bewundert sie Birgitta Trotzig.

## Werke

### Romane
- Katarinas sovjetiska upplevelser, 2001
- Hur ser ett liv ut om man inte har tillräckligt med kärlek?, 2010

### Drehbücher
- Leningrads sista dagar, 2011

## Preise und Auszeichnungen
- Kalleberger-Stipendium 2001
- Debütpreis der Boråser Zeitung 2002
- Literaturpreis der Zeitung Aftonbladet 2010